# Incursió

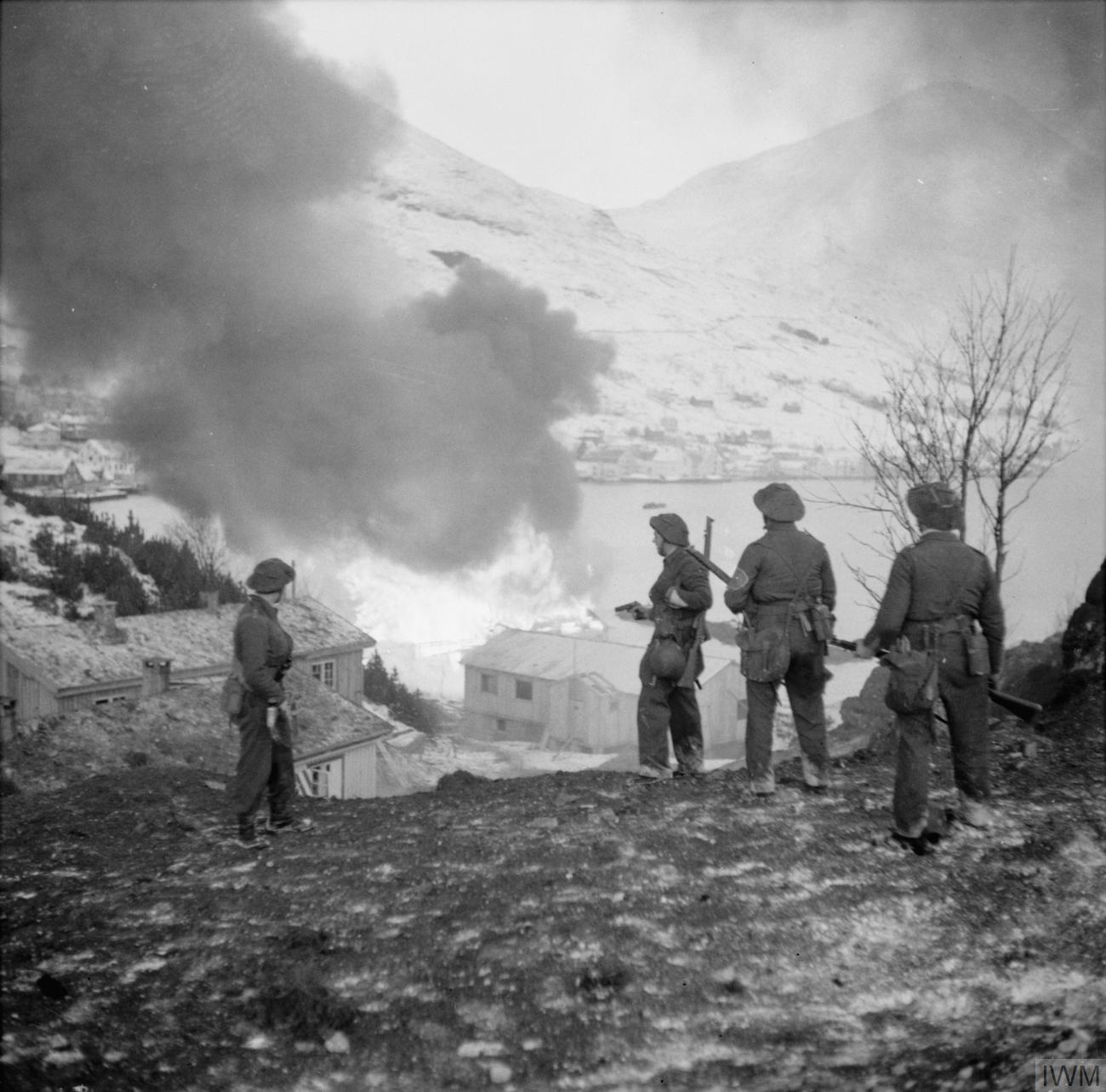
Comandos britànics durant l'Operació Tir amb Arc, una incursió a Noruega durant la Segona Guerra Mundial

Una incursió militar o, simplement, incursió és una operació militar ofensiva breu que té com a objectiu atacar un territori enemic sense ocupar-lo permanentment. Les incursions militars poden tenir diversos propòsits, com ara obtenir informació, capturar recursos, destruir infraestructures o sembrar el desordre i la confusió entre les forces enemigues. Solen implicar un nombre reduït de soldats que actuen amb rapidesa i sorpresa i es retiren abans que l'enemic tingui temps de reaccionar. Es poden dur a terme per terra, mar o aire i poden utilitzar diferents tipus d'armes i vehicles. Alguns exemples històrics d'incursions militars són els atacs dels vikings a Europa, les ràtzies musulmanes i les expedicions dels comandos britànics durant la Segona Guerra Mundial.